# Cầu Như Ý
Cầu Như Ý (tiếng Trung: 如意桥; Hán-Việt: Như Ý kiều; bính âm: Rúyì qiáo) là cây cầu bộ hành ở Thai Châu, tỉnh Chiết Giang được tạo thành từ ba cây cầu. Đây là cây cầu bộ hành được xây dựng để bắc qua Thung lũng Thần Tiên Cư và có lối đi bằng kính. Lối đi uốn cong khác biệt được thiết kế trông giống như ý của Trung Quốc.
Cây cầu trở nên nổi tiếng ở phương Tây khi phi hành gia người Canada Chris Hadfield tải video lên Twitter.

## Tổng quan

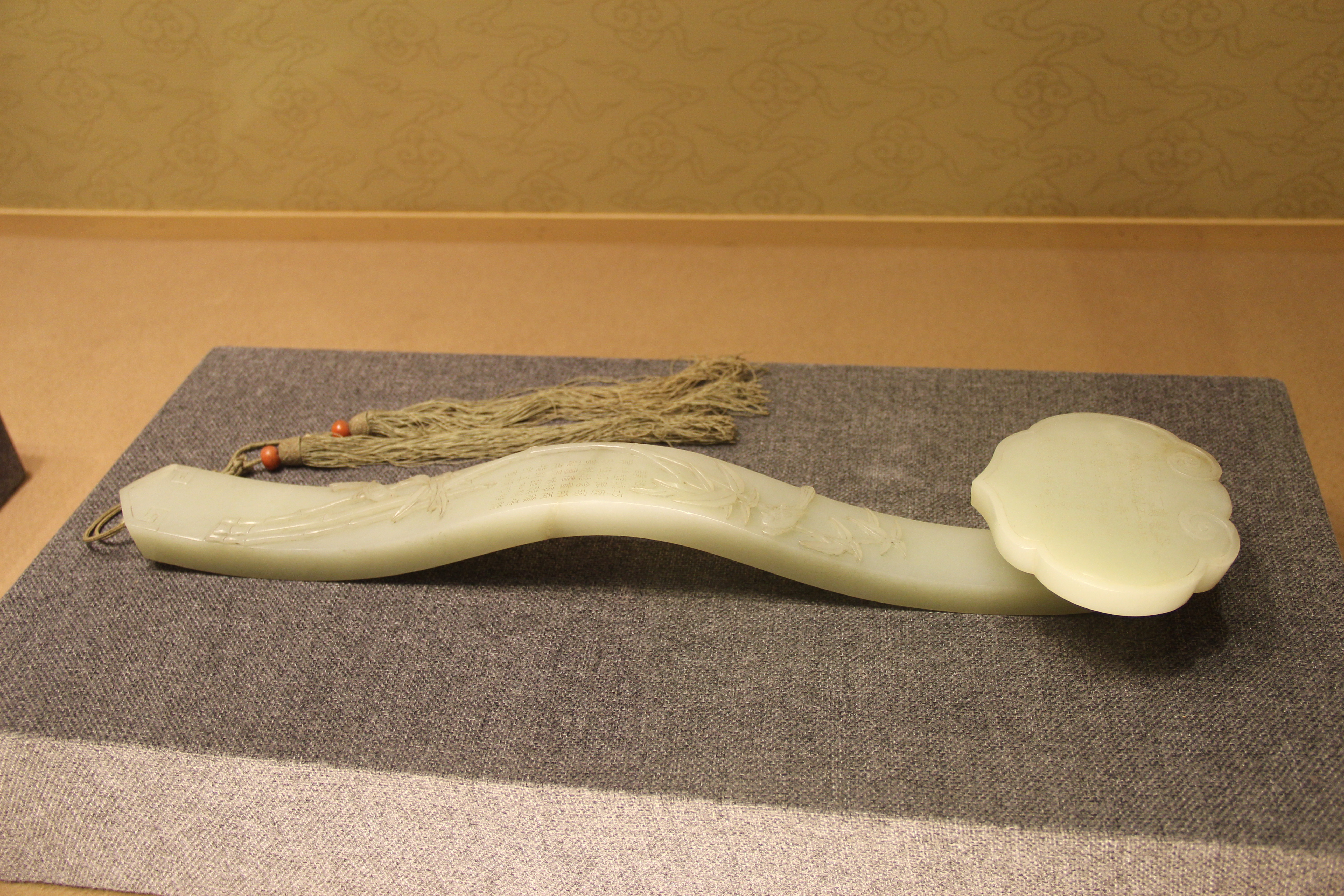
Cây cầu được cho là giống như ngọc thạch như ý

Kế hoạch xây dựng cây cầu bắt đầu vào năm 2017. Cây cầu được khánh thành vào tháng 9 năm 2020 và có 200.000 người đến thăm vào tháng 11 năm 2020. Cầu Như Ý được thiết kế bởi chuyên gia kết cấu thép, Hà Vận Xương và làm giống với ngọc thạch như ý, một biểu tượng may mắn của Trung Quốc. Đây là cây cầu kính hai tầng dài 100 m (330 ft) cách mặt đất 140 m (460 ft). Cây cầu được xây dựng để trở thành địa điểm thu hút khách du lịch, bắc qua Thung lũng Thần Tiên Cư, và là một trong 2000 cây cầu đáy kính của Trung Quốc. Đây là điểm thu hút chính bắc qua hẻm núi phía tây của Thần Tiên Cư, trong Khu thắng cảnh Thần Tiên Cư.
Cây cầu được giới thiệu đến Internet phương Tây khi phi hành gia người Canada Chris Hadfield tải một đoạn video quay cảnh cây cầu bằng máy bay không người lái lên Twitter, video này sau đó lan truyền nhanh chóng. Đoạn video có chú thích: "Tôi cần tay vịn tốt hơn". Nhiều người xem tỏ ra nghi ngờ cây cầu là có thật hay không, cuối cùng Snopes mở một cuộc điều tra và xác định cây cầu hoàn toàn có thật không phải là một trò lừa.

## Thiết kế
Cây cầu hình dạng lượn sóng và có ba lối đi bộ riêng biệt, một số phần có đáy bằng kính. Thiết kế được mô tả là ba cây cầu gợn sóng nhằm hòa hợp với phong cảnh thiên nhiên. Madeleine Grey của The Sydney Morning Herald mô tả vẻ ngoài cây cầu là "sự pha trộn giữa chuỗi DNA và Con mắt Sauron phong cách tương lai."
Nhà thiết kế cây cầu Hà Vận Xương cũng chính là kỹ sư xây dựng đã tham gia thiết kế "Tổ chim", một sân vận động được sử dụng cho Thế vận hội Mùa hè 2008 ở Bắc Kinh.